# Sandisfield (Massachusetts)
Sandisfield é uma vila localizada no condado de Berkshire no estado estadounidense de Massachusetts. No Censo de 2010 tinha uma população de 915 habitantes e uma densidade populacional de 6,67 pessoas por km².

## Geografia
Sandisfield encontra-se localizado nas coordenadas 42° 06′ 27″ N, 73° 07′ 07″ O. Segundo o Departamento do Censo dos Estados Unidos, Sandisfield tem uma superfície total de 137.22 km², da qual 134.18 km² correspondem a terra firme e (2.22%) 3.05 km² é água.

## Demografia
Segundo o censo de 2010, tinha 915 pessoas residindo em Sandisfield. A densidade populacional era de 6,67 hab./km². Dos 915 habitantes, Sandisfield estava composto pelo 96.39% brancos, o 0.87% eram afroamericanos, o 0.11% eram amerindios, o 0.77% eram asiáticos, o 0.22% eram insulares do Pacífico, o 0.33% eram de outras raças e o 1.31% pertenciam a duas ou mais raças. Do total da população o 1.09% eram hispanos ou latinos de qualquer raça.